# Наумково (Новоржевский район)
Наумково — деревня в Новоржевском районе Псковской области. Входит в состав Макаровской волости.
Расположена в 20 км к югу от города Новоржев и в 16 км к югу от деревни Макарово. Находится на Бежаницкой возвышенности на Лобновском массиве, между горами Лобно (к юго-востоку) и Липницкая (к юго-западу от деревни, делая её самым высоко расположенным населённым пунктом Псковской области).
Численность населения по состоянию на 2000 год составляет 6 жителей.
До 2005 года деревня входила в состав Заборьевской волости с центром в д. Макарово.